# Жан, Орор
Орор Жан урождённая Кюине (фр. Aurore Jean, род. 25 июня 1985, Безансон) — известная французская лыжница, участница Олимпийских игр в Ванкувере. Универсал, с одинаковым успехом выступает и в спринтерских и в дистанционных гонках.
В Кубке мира Жан дебютировала в 2006 году, в феврале 2013 года единственный раз попала в тройку лучших на этапе Кубка мира, в спринте. Кроме этого на сегодняшний момент имеет 13 попаданий в десятку лучших на этапах Кубка мира, из них 2 в личных и 11 в командных соревнованиях. Лучшим достижением Жан в общем итоговом зачёте Кубка мира является 38-е место в сезоне 2011-12.
На Олимпиаде-2010 в Ванкувере, стартовала в пяти гонках: 10 км свободным стилем — 46-е место, спринт — 24-е место, дуатлон 7,5+7,5 км — 32-е место, эстафета — 6-е место, масс-старт 30 км — 14-е место.
За свою карьеру принимала участие в двух чемпионате мира, лучший результат 12-е место в командном спринте на чемпионате мира 2009 года, а в личных гонках 25-е место в спринте на том же чемпионате.
Использует лыжи производства фирмы Fischer, ботинки и крепления Salomon.